# Tequesta
Tequesta ist eine Gemeinde im Palm Beach County im US-Bundesstaat Florida. Das U.S. Census Bureau hat bei der Volkszählung 2020 eine Einwohnerzahl von 6.158 ermittelt.

## Geographie
Tequesta ist die am nördlichsten gelegene Kommune des Palm Beach County sowie der Metropolregion Miami. Sie befindet sich etwa 25 km nördlich von West Palm Beach. Das Gemeindegebiet wird auf einer gemeinsamen Trasse vom U.S. Highway 1 sowie den Florida State Roads A1A und 5 durchquert. Im Norden grenzt die Gemeinde an den Martin County und im Süden an Jupiter.

## Demographische Daten
Laut der Volkszählung 2010 verteilten sich die damaligen 5629 Einwohner auf 3257 Haushalte. Die Bevölkerungsdichte lag bei 1250,9 Einw./km². 95,8 % der Bevölkerung bezeichneten sich als Weiße, 0,6 % als Afroamerikaner, 0,1 % als Indianer und 1,3 % als Asian Americans. 1,1 % gaben die Angehörigkeit zu einer anderen Ethnie und 1,1 % zu mehreren Ethnien an. 6,1 % der Bevölkerung bestand aus Hispanics oder Latinos.
Im Jahr 2010 lebten in 22,9 % aller Haushalte Kinder unter 18 Jahren sowie 39,2 % aller Haushalte Personen mit mindestens 65 Jahren. 62,4 % der Haushalte waren Familienhaushalte (bestehend aus verheirateten Paaren mit oder ohne Nachkommen bzw. einem Elternteil mit Nachkomme). Die durchschnittliche Größe eines Haushalts lag bei 2,15 Personen und die durchschnittliche Familiengröße bei 2,71 Personen.
19,4 % der Bevölkerung waren jünger als 20 Jahre, 15,7 % waren 20 bis 39 Jahre alt, 32,4 % waren 40 bis 59 Jahre alt und 32,5 % waren mindestens 60 Jahre alt. Das mittlere Alter betrug 50 Jahre. 48,6 % der Bevölkerung waren männlich und 51,4 % weiblich.
Das durchschnittliche Jahreseinkommen lag bei 63.649 $, dabei lebten 2,8 % der Bevölkerung unter der Armutsgrenze.
Im Jahr 2000 war Englisch die Muttersprache von 95,24 % der Bevölkerung und spanisch sprachen 4,75 %.

## Kriminalität
Die Kriminalitätsrate lag im Jahr 2010 mit 147 Punkten (US-Durchschnitt: 266 Punkte) im niedrigen Bereich. Es gab drei Vergewaltigungen, neun Körperverletzungen, 23 Einbrüche und 68 Diebstähle.

## Persönlichkeiten
- Ryan Berube (* 1973), Schwimmer